# Helgi Skúlason
Helgi Skúlason, född 4 september 1933 i Keflavík, död 25 september 1996, var en isländsk skådespelare.
Skúlason var i Sverige främst känd för sina minnesvärda insatser i Korpen-filmerna och den hyllade filmen Vägvisaren. Han avled år 1996 i cancer.

## Filmografi (i urval)
- 1981 - Till sista blodsdroppen
- 1984 - Korpen flyger
- 1987 - Vägvisaren
- 1988 - Korpens skugga
- 1991 - Den vite vikingen
- 1992 - Så som i himmelen
- 1993 - Pojkdrömmar
- 1997 - A Legend to Ride aka 13th Rider / Pony Track (ungdomsserie)